# Sebastián (Florida)
Sebastián es una ciudad ubicada en el condado de Río Indio en el estado estadounidense de Florida. En el Censo de 2010 tenía una población de 21.929 habitantes y una densidad poblacional de 581,51 personas por km².

## Geografía
Sebastián se encuentra ubicada en las coordenadas 27°47′16″N 80°28′57″O / 27.78778, -80.48250. Según la Oficina del Censo de los Estados Unidos, Sebastián tiene una superficie total de 37.71 km², de la cual 35.39 km² corresponden a tierra firme y (6.15%) 2.32 km² es agua.

## Demografía
Según el censo de 2010, había 21.929 personas residiendo en Sebastián. La densidad de población era de 581,51 hab./km². De los 21.929 habitantes, Sebastián estaba compuesto por el 90.5% blancos, el 5.27% eran afroamericanos, el 0.21% eran amerindios, el 1.15% eran asiáticos, el 0.03% eran isleños del Pacífico, el 1.24% eran de otras razas y el 1.6% pertenecían a dos o más razas. Del total de la población el 6.95% eran hispanos o latinos de cualquier raza.